# Meyrignac-l'Église

 Meyrignac-l'Église  (en occitano Mairinhac) es una comuna y población de Francia, en la región de Lemosín, departamento de Corrèze, en el distrito de Tulle y cantón de Corrèze.
Su población en el censo de 2008 era de 51 habitantes.
Está integrada en la Communauté de communes des Monédières .

## Demografía
| 75 | 95 | 81 | 59 | 40 | 46 | 51 |
| Para los censos de 1962 a 1999 la población legal corresponde a la población sin duplicidades (Fuente: INSEE [Consultar]) |    |    |    |    |    |    |